# Piriform
Piriform（ピリフォーム）とはイギリス・ロンドンのウエスト・エンドにある非上場のソフトウェア会社である。Microsoft WindowsとmacOSで動くソフトウェアを開発しており、CCleaner、Recuva、Defraggler、Speccyといったソフトウェアをリリースしており、2011年時点で少なくとも2本のソフトウェアが将来のリリースに向けて開発中である。
Piriformと言う名は「shaped like a pear」もしくはPear-shapedを意味している。
2017年7月、Avast Softwareによって買収された。
企業スローガンは、The best software... is free!。

## ソフトウェア
最も知られているのがフリーミアムのCCleanerである。それだけでなくユーザーフレンドリーなディスクデフラグメンテーションとして多くのウェブサイトで高い評価を得ているDefragglerや、削除したファイルを復活させるRecuvaや、システムの詳細情報を表示するSpeccyがある。